# 1917 في الأوروغواي
فيما يلي قوائم الأحداث التي وقعت خلال عام 1917 في الأوروغواي.

## رياضة
- 1 يناير – كأس أمريكا الجنوبية 1917

## مواليد

### مايو
- 21 مايو – إنابيل باز لاعب كرة قدم أوروغواياني.

### سبتمبر
- 20 سبتمبر – أوبدوليو فاريلا لاعب كرة قدم أوروغواياني.

### أكتوبر
- 12 أكتوبر – روكي ماسبولي لاعب كرة قدم أوروغواياني.

## وفيات

### فبراير
- 19 فبراير – إرنستو هيريرا (مواليد 1889)

### مايو
- 1 مايو – خوسيه إنريكي رودو (مواليد 1871) كاتب أوروغواياني.